# Fernand Bourdon
Fernand Bourdon (Brugge, 1 oktober 1933 - aldaar, 3 augustus 2021) was een maatschappelijk werker, voorzitter van het OCMW Brugge en burgemeester van Brugge.

## Loopbaan
Fernand Bourdon was gedurende het grootste deel van zijn loopbaan als boekhouder verbonden aan de socialistische ziekenbond in Brugge.
Bij het ontstaan in 1977 van de 'grote coalitie' in Brugge, onder het burgemeesterschap van Frank Van Acker, werd hij voorzitter van het Openbaar Centrum voor Maatschappelijk Welzijn van Brugge. Hij vervulde dit ambt tot in 1988.
Toen Van Acker zijn coalitiepartners inwisselde voor een coalitie met de CVP, diende het voorzitterschap van het OCMW vrijgemaakt voor de CVP en werd hij opgevolgd door Patrick Moenaert. Hijzelf werd schepen van Brugge.
Na de dood van Frank Van Acker werd hij binnen de SP de consensuskandidaat en volgde hij hem op. Hij bleef deze functie slechts korte tijd uitoefenen, aangezien na de verkiezingen van 1994 Patrick Moenaert tot burgemeester werd benoemd. Hierna was Bourdon nog 3 jaar OCMW-voorzitter van Brugge. In 1997 verliet hij de lokale politiek.
Hij was gehuwd met Arlette Serru (1935-1998), met wie hij 1 zoon had. Na het overlijden van zijn echtgenote had hij nog enkele jaren een relatie tot aan zijn dood.
Bourdon overleed op 3 augustus 2021 aan de gevolgen van een hersenbloeding. Hij werd 87 jaar. Zijn urne werd bijgezet bij zijn echtgenote op het plaatselijke kerkhof van Sint-Andries.
Bij zijn overlijden bezat hij de titels van erevoorzitter van het OCMW, ereschepen, eregemeenteraadslid en ere-OCMW-raadslid. 